# Barbara Brylska

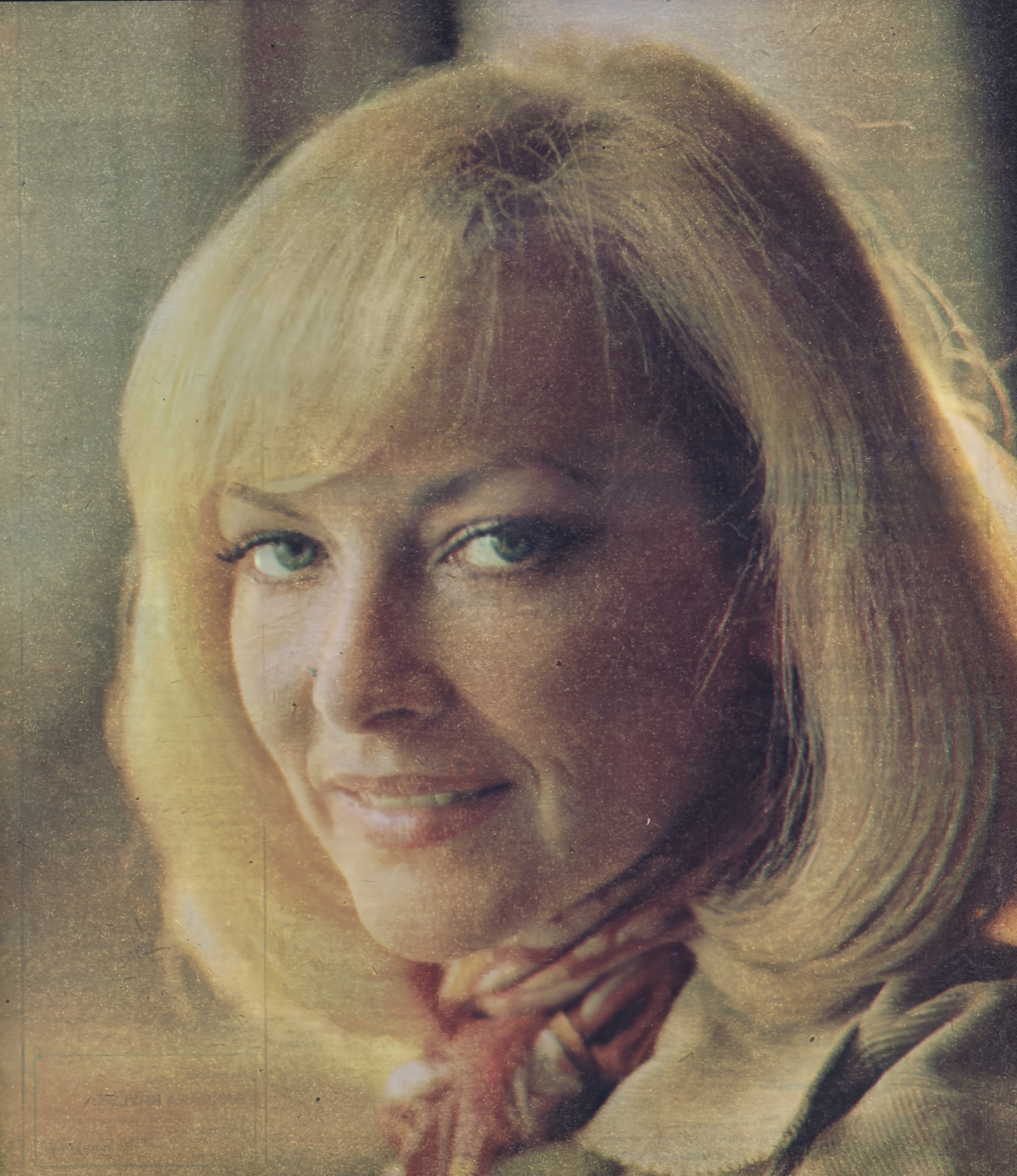
Barbara Brylska, im Mai 1978

Barbara Brylska (* 5. Juni 1941 in Skotniki, bei Łódź, Polen) ist eine polnische Schauspielerin.

## Leben
Barbara Brylska hatte ihr Filmdebüt als Siebzehnjährige in Antoni Bohdziewiczs Kalosze szczęścia (1958). Ihre Rolle im Film Bumerang machte sie 1966 schnell zu einer der populärsten Schauspielerinnen Polens. Internationale Beachtung errang sie noch im selben Jahr als Priesterin Kama in Jerzy Kawalerowicz' Pharao. 1967 schloss sie ihr Studium an der Hochschule für Film und Fernsehen in Łódź mit Diplom ab. 1969 spielte sie in den DEFA-Indianerfilmen Weiße Wölfe und Spur des Falken die weibliche Hauptrolle der Catherine Emmerson an der Seite von Gojko Mitić. Als Partisanin Helena ist sie 1969 eine der Heldinnen im Epos Befreiung. In den siebziger Jahren sind es die Filme Ironie des Schicksals und Anatomie der Liebe, die ihre Popularität steigern. 1980 spielt sie die Hanka in der DDR-Fernsehfilmserie Archiv des Todes.
Am 15. Mai 1993 starb ihre am 26. Februar 1973 geborene Tochter Barbara Kosmal bei einem Verkehrsunfall. Daraufhin zog sie sich für mehrere Jahre aus der Öffentlichkeit zurück.
In den letzten Jahren spielte Brylska in zwei russischen Filmen mit, seit 2002 tritt sie zudem in der populären polnischen Fernsehserie Samo Życie auf.

## Filmografie (Auswahl)
- 1966: Pharao – Die dunkle Macht der Sphinx (Faraon)
- 1968: Mord am Montag
- 1968: Spur des Falken
- 1969: Leben, Liebe und Tod des Obersten Wolodyjowski (Pan Wołodyjowski)
- 1969: Weiße Wölfe
- 1969: Befreiung (Освобождение)
- 1971: Pygmalion XII
- 1974: Visa für Ocantros (Fernsehfilm, DDR)
- 1975: Ironie des Schicksals (Ирония судьбы или С лёгким паром; durch Walentina Talysina synchronisiert)
- 1980: Archiv des Todes (DDR, Fernsehserie)
- 1982: Rächer, Retter und Rapiere (DDR, Fernsehserie, 7 Folgen)
- 1987: Misja specjalna
- 2001: Down House (Даун Хаус)
- 2003: Casus belli
- 2006: Jasne błękitne okna
- 2006: Seltsame Weihnachten (Странное Рождество)
- 2007: Ironie des Schicksals. Die Fortsetzung (Ирония судьбы. Продолжение)
- 2008: Admiral (Адмиралъ)